# Duke Kahanamoku
Duke Paoa Kahinu Mokoe Hulikohola Kahanamoku (albo Duke) (ur. 24 sierpnia 1890 w Honolulu, zm. 22 stycznia 1968 tamże) – hawajski pływak, wielokrotny medalista igrzysk olimpijskich, uważany za wynalazcę nowoczesnego surfingu.

## Życiorys
Przydomek Duke (ang. Książę) nie jest tytułem, ale nadanym Kahanamoku imieniem. Jego ojciec został nazwany Duke na cześć Alfreda ks. Edynburga, który odwiedzał Hawaje w czasie jego narodzin. Młodszy Duke odziedziczył po nim to imię jako najstarszy syn.
W młodości Kahanamoku preferował starą szkołę „surfowania”, którą nazywano papa nu. Pływano wtedy na deskach z drzewa koa, długich na 4,8 m i ważących ok. 52 kg, przy czym nie miały one płetwy dennej, która została wprowadzona później. W czasie swojej późniejszej kariery przesiadł się na mniejsze deski przy czym zawsze używał tych wyrabianych z drewna.
11 sierpnia 1911 r. w czasie zawodów amatorskich w pływaniu Kahanamoku osiągnął czas 55 sekund na 91 metrów w stylu dowolnym. Pobił wtedy rekord świata na słonych wodach zatoki Honolulu o 4,6 sekundy. Pobił także rekord na 201 metrów i wyrównał go na 46 metrów. Amatorski Związek Atletyczny nie uwierzył jednak w te wyniki i uznał je dopiero wiele lat później.
Następnie Kahanamoku z łatwością zakwalifikował się do amerykańskiej drużyny pływackiej na igrzyska olimpijskie. Na igrzyskach w Sztokholmie w 1912 roku zdobył złoty medal na dystansie 100 m stylem dowolnym i srebrny w sztafecie kraulowej 4 × 200 m. Na igrzyskach w Antwerpii w 1920 r. zdobył dwa złote medale w stylu dowolnym na 100 m (pokonał wtedy Hawajczyka Puę Kealohę) i w sztafecie 4 × 200 m, brał także udział w turnieju piłki wodnej. Cztery lata później, podczas igrzysk olimpijskich w Paryżu w konkurencji 100 m kraulem wywalczył srebro. Wygrał wtedy Johnny Weissmuller, a brąz zdobył brat Duke’a Samuel Kahanamoku.
Pomiędzy poszczególnymi zawodami Kahanamoku podróżował po świecie, szczególnie do Australii i Stanów Zjednoczonych, dając tam pokazy pływackie. W tym okresie popularyzował nowy sport – pływanie na desce, który wcześniej był znany tylko na Hawajach. Jego pokazy surfowania na plaży Freshwater Beach w Sydney w 1914 r. są uważane za najbardziej znaczący dzień w historii rozwoju tego sportu w Australii. Deska, którą wtedy Kahanamoku używał jest do dziś przechowywana w klubie sportowym „Freshwater Surf Club”. Wystawiono mu także pomnik na cyplu Freshwater. Duke był wtedy znany jako „Ojciec surfingu”.
W okresie pobytu w Kalifornii Duke wystąpił w paru filmach w Hollywood. Nawiązał wtedy cenne kontakty ze znanymi ludźmi, którzy mogli być pomocni w propagowaniu pływania na desce. Kahanamoku należał także do Klubu Atletycznego Los Angeles, gdzie pracował jako ratownik oraz brał udział w zawodach pływackich i w piłce wodnej.
Mieszkając w Newport Beach w Kalifornii 14 czerwca 1925 r. Kahanamoku, uratował 8 ludzi z kutra rybackiego, który przewrócił się na wysokiej fali podczas próby wejścia do przystani morskiej. 29 rybaków znalazło się w wodzie, z czego 17 utonęło. Używając swojej deski surfingowej Duke mógł szybko przemieszczać się na ląd i z powrotem do wody zwiększając tym samym liczbę ocalonych. Dwóch innych surferów uratowało jeszcze czterech rybaków. Szef policji z Newport nazwał tę akcję „najbardziej nadludzką i heroiczną jaką kiedykolwiek widział świat”. Tak też narodziła się tradycja posiadania w pogotowiu przez ratowników wodnych desek surfingowych.
Duke Kahanamoku jako pierwszy został członkiem International Swimming Hall of Fame i Surfing Hall of Fame. Na jego cześć urządzane są zawody Duke Kahanamoku Invitational Surfing Championships. W latach 1931–1961 pełnił służbę szeryfa na Hawajach.
W 1940 poślubił Nadine Alexander. Para nie miała dzieci.